# Alba B. Zamuner
Alba Berta Zamuner (La Plata, 29 de abril de 1959-La Plata, 11 de agosto de 2012) fue una paleobotánica argentina. Realizó su carrera de grado, posgrado, docencia e investigación en la Facultad de Ciencias Naturales y Museo y perteneció a la Carrera del Investigador de CONICET. Se especializó en floras mesozoicas y en el estudio anatómico de leños fósiles.

## Biografía
Realizó sus estudios secundarios en el Instituto Inmaculada de La Plata. Estudió Botánica en la Facultad de Ciencias Naturales y Museo, finalizó la carrera en 1982 y se incorporó a la División Paleobotánica del Museo de La Plata. Inició sus investigaciones en la flora triásica de la Formación Ischigualasto bajo la dirección del Dr. Bruno Petriella, pero tras el fallecimiento de este en 1984, realizó el Doctorado con la guía del Dr. Sergio Archangelsky. Se doctoró en 1992.

### Docencia y actividad académica
Realizó su carrera docente enteramente en la Facultad de Ciencias Naturales y Museo (UNLP). Ingresó en 1979 como Ayudante de la cátedra de Botánica Sistemática. Desde 1984 se desempeñó como docente en la cátedra de Paleobotánica, donde alcanzó el cargo de Profesora Adjunta. En el 2005 reabrió la cátedra de Xilología, que había sido abandonada luego del deceso de Bruno Petriella.
Brindó actividades complementarias para estudiantes de grado y dictó cursos de postgrado en su propia institución así como en otras universidades argentinas. Realizó cursos de pedagogía y didáctica y mantuvo una intensa actividad en la Unidad de Didáctica de la UNLP.
En cuanto a sus actividades de gestión institucional, participó en la Comisión Asesora de Microscopía Electrónica, en la Comisión de Investigaciones Científicas, era miembro activo del Claustro de Profesores, también participó en el Consejo Consultivo de Botánica y Paleontología así como en la Comisión de Revisión Curricular.
En el año 2006 llevó adelante un proyecto de extensión universitaria con bosques petrificados que vincula la UNLP con la Fundación Pascasio Moreno y con la Administración de Parques Nacionales y Guardaparques, logrando una gran recepción y amplio desarrollo.

### Investigación
Ingresó a la Carrera de Investigador en el CONICET en 1992 y alcanzó en el año 2007 la categoría de Investigadora Independiente. Comenzó sus estudios en el Triásico de Argentina, durante la elaboración de su tesis titulada "Estudio de una tafoflora de la localidad tipo de la Formación Ischigualasto (Neotriásico), Provincia de San Juan", publicó también trabajos sobre equisetales, cycadopsidas y peltaspermas fósiles, y desde temprano definió una línea de investigación en xilología, que desarrolló en paralelo a los estudios de floras. Hacia inicios del siglo XXI trasladó sus investigaciones a las floras jurásicas y cretácicas de Patagonia. Conformó grupos de trabajo interdisciplinarios tanto a nivel nacional como internacional. Estudió las floras del Triásico de Ischigualasto (San Juan), leños fósiles del Triásico de Mendoza, los leños del Bosque Petrificado de Sarmiento (Chubut), las macrofloras y bosques fósiles del Cretácico Superior con angiospermas de la Cuenca Austral. En 2005 comenzó los estudios de un yacimiento excepcional del Jurásico de Santa Cruz, en el Macizo del Deseado. 

### Vida personal
Alba Zamuner se casó tuvo tres hijos, Fiorella (1988), Eleazar (1990) y Stefanía (1992). Falleció de leucemia fulminante en 2012. En su recuerdo, se dedicó una placa bajo una Araucaria que había sido recientemente plantada en el parque de la Facultad de Ciencias Naturales y Museo.

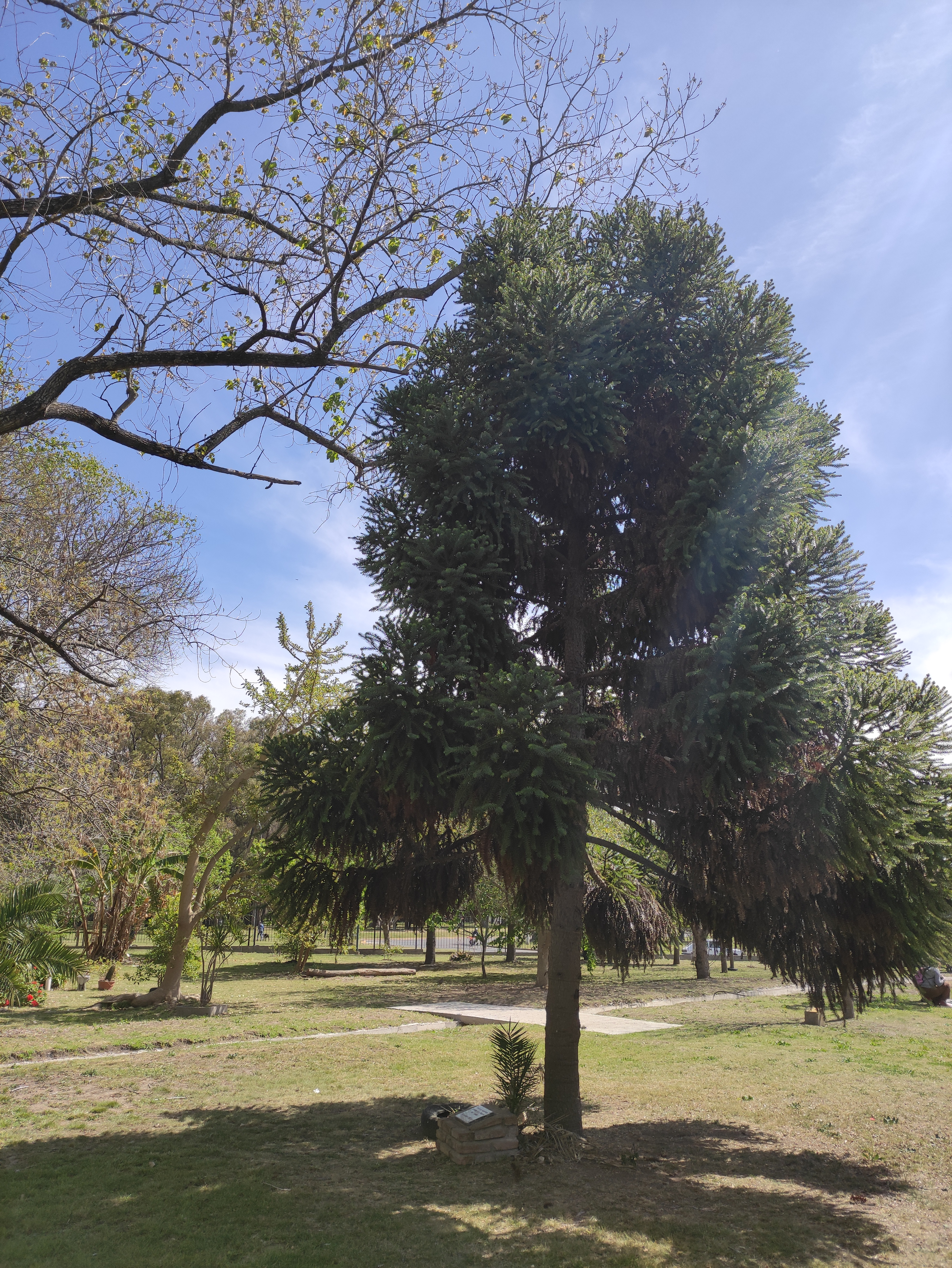
Araucaria del parque de la Facultad de Ciencias Naturales y Museo. En su base se colocó una placa conmemorativa de la Dra. Alba Zamuner poco tiempo después de su fallecimiento.

### Artículos y resúmenes[3]
Artabe, A. y Zamuner, A. 1991. Una nueva Equisetal del Triásico de Cacheuta, Argentina, con estructura interna preservada. Ameghiniana 28: 287-294.
Artabe, A.E. y Zamuner, A.B. 2007. Elchaxylon, a new corystosperm permineralized stem from Late Triassic of Argentina.. Alcheringa 31: 85-96.
Artabe, A.E., Brea, M., Zamuner, A.B., Ganuza, D. y Spalletti, L.A. 1996. El Bosque petrificado triásico de la Formación Cortaderita, provincia de San Juan, Argentina. Ameghiniana 33: 227-???
Artabe, A.E., Brea, M. y Zamuner, A.B. 1999. Rhexoxylon brunoi Artabe, sp. nov., a new Triassic Corystosperm from the Paramillo de Uspallata, Mendoza, Argentina. Review of Palaeobotany and Palynology 105: 63-74.
Artabe, A.E., Zamuner, A.B. y Stevenson, D.W. 2004. Two New Petrified Cycad stems, Brunoa gen. nov. and Worsdellia gen. nov., from the Cretaceous of Patagonia (Bajo de Santa Rosa, Río Negro Province), Argentina. The Botanical Review 70: 121-133.
Artabe, A.E., Zamuner, A.B. y Stevenson, D.W. 2005. A new genus of Late Cretaceous cycad stem from Argentina, with reappraisal of known forms. Alcheringa 29: 87-100
Zamuner, A. y Artabe A.E. 1994. Estudio de un leño fósil, Protocircoporoxylon marianaensis n. sp., de la Formación Paso Flores (Neotriásico), provincia de Río Negro, Argentina. Ameghiniana 31: 203-207.
Zamuner, A. y Falaschi, P. 2005. Aghatoxylon matildense n. sp., leño araucariaceo del Bosque petrificado del Cerro Madre e Hija, Formación La Matilde (Jurásico medio), provincia de Santa Cruz, Argentina. Ameghiniana 42: 339-346.
Zamuner, A., Falaschi, P., Bamford, M., Iglesias A., Poiré, D., Varela, A. y Larriestra, F. 2006. Anatomía y paleoecología de dos bosques in situ de la zona deTres Lagos, Formación Mata Amarilla, Cretácico Superior, Patagonia, Argentina. 13º Simposio Argentino de Paleobotánica y Palinología (Bahía Blanca), Resumen: 55.

### Libros editados
Artabe, E.M. Morel y A.B. Zamuner. 2001. El Sistema Triásico en la Argentina, Fundación Museo de La Plata "Francisco Pascasio Moreno", La Plata.